# Vladimír Hýll
Vladimír Hýll (* 7. září 1959) je bývalý slovenský fotbalista.

## Fotbalová kariéra
V československé lize hrál za ZVL Žilina. V československé lize nastoupil ve 4 utkáních. Dále hrál za ZZO Čadca.

## Ligová bilance
| Ročník                                      | Zápasy | Góly | Klub       |
| ------------------------------------------- | ------ | ---- | ---------- |
| 1. československá fotbalová liga 1983/84    | 1      | 0    | ZVL Žilina |
| 1. československá fotbalová liga 1984/85    | 3      | 0    | ZVL Žilina |
| 1. slovenská národní fotbalová liga 1986/87 | 14     | 2    | ZZO čadca  |
| 1. slovenská národní fotbalová liga 1987/88 | 25     | 3    | ZZO Čadca  |
| 1. slovenská národní fotbalová liga 1988/89 | 12     | 1    | ZZO Čadca  |
| CELKEM                                      | 55     | 6    |            |